# High Crimes
 High Crimes és una pel·lícula estatunidenca dirigida per Carl Franklin, estrenada el 2002.

## Argument
Portant una vida feliç amb el seu marit, Claire descobreix que aquest no és més que un exmilitar fugitiu. Detingut per a crims comesos contra civils en una guerra, el seu marit haurà de passar davant els tribunals per respondre dels seus actes fets en el passat. Claire, advocada, decideix llavors defensar el seu marit per obtenir el seu alliberament. Sol·licita l'ajuda d'un altre gran advocat (Morgan Freeman). Brillant, aconseguirà alliberar el seu marit. I si aquest hagués comès verdaderament els crims de què se l'acusa?

## Repartiment
- Ashley Judd: Claire Kubik
- Morgan Freeman: Charles W. Grimes
- James Caviezel: Tom Kubik/Sergent Ron Chapman
- Adam Scott: Tinent Terrence Embry
- Amanda Peet: Jackie
- Bruce Davison: Caporal General Bill Marks
- Tom Bower: Agent Mullins de l'FBI
- Juan Carlos Hernández: Major James Hernandez
- Michael Gaston: Major Lucas Waldron
- Jude Ciccolella: Coronel Farrell
- Emilio Rivera: Salvadoran Man
- Michael Shannon: Troy Abbott
- Dendrie Taylor: Lola
- Paula Jai Parker: Gracie

## Rebuda de la crítica
Rotten Tomatoes va registrar un 32% de crítiques positives, basat en 131 ressenyes, mentre Metacritic donava una ràtio de 48 sobre 100, basat en 33 opinions.
A.O. Scott del New York Times pensava que Ashley Judd i Morgan Freeman "fan que un exercici confós sembli molt millor que això. Ashley Judd, sempre vigorosa, és capaç d'una bona actuació quan està d'humor i Morgan Freeman, una vegada més, és incapaç de fer una mala actuació." 
Afegia que la direcció de Carl Franklin "està lluny de ser horrible, però sembla singularment poc inspirat, un frenesí d'escenes ràpides, exposició d'escenes i solució de pel·lícula de suspens." Sentia que la trama girava "deixant-to completament sense sentit"